# Latyhówka
Latyhówka (biał. Латыгаўка, ros. Латыговка) – wieś na Białorusi, w obwodzie mińskim, w rejonie mińskim, w sielsowiecie Szerszuny.